# Dendronephthya cirsium
Dendronephthya cirsium is een zachte koraalsoort uit de familie Nephtheidae. De koraalsoort komt uit het geslacht Dendronephthya. Dendronephthya cirsium werd in 1905 voor het eerst wetenschappelijk beschreven door Kükenthal. 